# 문윤국
문윤국(文潤國, 1877년 1월 30일 ~ 1958년 1월 2일)은 한국 개신교 목사이다. 소학교 교사를 하다가 목사가 되었으며, 평안북도 지방에서 독립운동을 한 것으로 유명하다.
3.1 운동 당시 평안북도 선천, 정주 및 오산 지역에서 일어난 4천여 군중의 독립운동을 이끌다가 검거되어 징역 2년을 언도받았다. 원래 독립선언문에 서명한 민족대표 33인의 한 사람으로 되어야 했으나 일경의 감시와 이북 5도 대표로 활동중이라는 점 때문에 당시 문 목사의 교회에 다니던 이명룡 장로가 대신 참석하였다.
복역 중 7만엔의 재산을 상해 임시정부에 보내어 집안이 파산나고 말았다. 이승만, 최남선 등과 친분이 있었으며, 세계평화통일가정연합의 창시자인 문선명 총재의 종조부이기도 하다. 평양의 조선예수교장로회신학교를 졸업했으며, 영어와 한학에 능통했다. 이승훈이 오산학교를 설립할 때에 배후에서 함께 하였다고 한다.
1990년에 국가유공자로 선정되었다.